# The Last Five Years (film)
The Last Five Years è un film del 2014 diretto da Richard LaGravenese.
Il film è tratto dall'omonimo musicale di Jason Robert Brown.

## Trama
Il film racconta la storia d'amore, il matrimonio e la separazione tra l'attrice Cathy Hiatt e lo scrittore Jamie Wellerstein. La loro storia si dipana seguendo due diverse linee temporali: mentre la loro relazione viene narrata in ordine cronologico – dal primo incontro al divorzio – dal punto di vista di Jamie, Cathy ripercorre il loro amore in ordine inverso, dalla separazione al primo appuntamento.

## Produzione

### Riprese
Le riprese sono state effettuate a New York dal 17 giugno al 16 luglio del 2013.

## Distribuzione
Il film fu distribuito nelle sale statunitensi a partire dal 13 febbraio 2015. Il debutto britannico era previsto per il 12 dicembre del 2014, ma fu successivamente spostato al 6 febbraio del 2015 e poi posticipato indefinitivamente.

## Accoglienza
Il film ha ricevuto recensioni miste da parte della critica, anche se unanimi sono state le lodi per l'interpretazione di Anna Kendrick. Sull'aggregatore di recensioni Rotten Tomatoes, The Last Five Year ha ottenuto il 60% delle recensioni professionali positive, con un voto medio di 6,12 su 10 basato su 100 recensioni.